# Premio Nacional de Cinematografia
Il Premio Nacional de Cinematografía è un riconoscimento alle persone che lavorano nell'ambito della cinematografia spagnola.

## Vincitori
| 1980 | Carlos Saura            | Regista e sceneggiatore                            |                   |                            |
| 1981 | Luis García Berlanga    | Regista e sceneggiatore                            |                   |                            |
| 1982 | Rafael Azcona           | Sceneggiatore                                      |                   |                            |
| 1983 | Pablo González del Amo  | Montatore                                          |                   |                            |
| 1984 | Francisco Rabal         | Attore                                             |                   |                            |
| 1985 | Mario Camus             | Regista e sceneggiatore                            |                   |                            |
| 1986 | Enrique Molinero        | Tecnico del suono                                  |                   |                            |
| 1987 | Luis Castro             | Tecnico del suono e speciastista in effetti sonori | Elías Querejeta   | Produttore                 |
| 1988 | Carmen Maura            | Attrice                                            | Vicente Aranda    | Regista e sceneggiatore    |
| 1989 | Fernando Fernán Gómez   | Attore, regista e sceneggiatore                    | José Luis Alcaine | Direttore della fotografía |
| 1990 | Pedro Almodóvar         | Regista e sceneggiatore                            | Fernando Rey      | Attore                     |
| 1991 | Rafaela Aparicio        | Attrice                                            | Gonzalo Suárez    | Regista e sceneggiatore    |
| 1992 | María Luisa Ponte       | Attrice                                            | José Luis Garci   | Regista e sceneggiatore    |
| 1993 | José Luis Guarner       | Critico e storico del cinema, sceneggiatore        | Víctor Erice      | Regista e sceneggiatore    |
| 1994 | José María Forqué       | Regista e sceneggiatore                            | Juan Mariné       | Direttore della fotografía |
| 1995 | Carmelo Gómez           | Attore                                             |                   |                            |
| 1996 | Marisa Paredes          | Attrice                                            |                   |                            |
| 1997 | Enrique González Macho  | Produttore e distributore                          |                   |                            |
| 1998 | Montxo Armendáriz       | Regista e sceneggiatore                            |                   |                            |
| 1999 | Félix Murcia            | Direttore artistico                                |                   |                            |
| 2000 | José Nieto              | Compositore                                        |                   |                            |
| 2001 | José Luis Guerín        | Regista e sceneggiatore                            |                   |                            |
| 2002 | José Luis Borau         | Regista, produttore, sceneggiatore e attore        |                   |                            |
| 2003 | Mercedes Sampietro      | Attrice                                            |                   |                            |
| 2004 | Javier Aguirresarobe    | Direttore della fotografia                         |                   |                            |
| 2005 | Manuel Gutiérrez Aragón | Regista e sceneggiatore                            |                   |                            |
| 2006 | Joaquim Jordà           | Regista e sceneggiatore                            |                   |                            |
| 2007 | Alberto Iglesias        | Compositore                                        |                   |                            |
| 2008 | Javier Bardem           | Attore e produttore di film documentari            |                   |                            |
| 2009 | Maribel Verdú           | Attrice                                            |                   |                            |
| 2010 | Álex de la Iglesia      | Regista, produttore e sceneggiatore                |                   |                            |
| 2011 | Agustí Villaronga       | Regista, sceneggiatore e attore                    |                   |                            |
| 2012 | Yvonne Blake            | Costumista                                         |                   |                            |
| 2013 | Juan Antonio Bayona     | Regista                                            |                   |                            |
| 2014 | Lola Salvador           | Sceneggiatrice                                     |                   |                            |